# Verlag Ralf Liebe
Der Verlag Ralf Liebe (bis 2006 Verlag Landpresse) ist ein deutscher Independent-Verlag mit Sitz in Weilerswist.

## Geschichte
Der Verlag Ralf Liebe, der bis 2006 Verlag Landpresse hieß, wurde 1992 von Ralf und Sabine Liebe in Weilerswist mit der Veröffentlichung eines Kinderbuchs gegründet. Der Verlag publiziert Gedichtbände, Romane, Sachbücher, Comics und Kunstbände. Dem Verlag sind seit 1992 die Druckerei Landpresse sowie seit 2001 das Museum für Druckgeschichte angegliedert.

## Programm

### Lyrik
Seit 1993 erscheinen Gedichtbände von Autoren wie Elisabeth Alexander, Achim Amme, Jochen Arlt, Michael Basse, Rolly Brings, Matthias Buth, Karl Otto Conrady, Renan Demirkan, Volker Demuth, Jürgen Dziuk (posthum), Federico García Lorca, Pierre Garnier, Hans-Jürgen Heise, Franz Hodjak, Anton G. Leitner, Angelika Mechtel, Jürgen Nendza, Markus Peters, Lutz Rathenow, Àxel Sanjosé, Amir Shaheen, Stevan Tontić, Andrascz Weigoni, Michael Wildenhain, Annemarie Zornack u. a.
Die von Axel Kutsch edierten Lyrik-Sammelbände, die seit 2008 den festen Titel Versnetze tragen, erscheinen seit 1994 einmal im Jahr im Verlag Ralf Liebe. Sie wollen quer durch die Regionen und Generationen ein weitreichendes Bild der facettenreichen aktuellen deutschsprachigen Poesie vermitteln.

### Prosa
Die Herausgabe von Romanen und Sachbüchern bildet den zweiten Schwerpunkt im Verlagsprogramm. So erscheint seit Mitte der 1990er Jahre das Gesamtwerk Heinz Küppers im Verlag Ralf Liebe. Aus der Reihe Edition Die Tausend fanden die Romane Roland E. Kochs Ich dachte an die vielen Morde (2009) und Ernst David Kaisers Die Geschichte eine Mordes, der im Juni 2010 auf Platz 1 der SWR-Bestenliste stand, besondere Beachtung. Auf breite Resonanz stießen auch die Sachbücher Ende einer Rettungsfahrt – Das Flüchtlingsdrama der Cap Anamur von Elias Bierdel (2006) und You Enter Germany. Hürtgenwald – der lange Krieg am Westwall (2007).

### Kunstcomic
Reinhard Kleists Kunstcomics Coney Island Angel, Die Abenteuer eines Weichenstellers (nach H. C. Artmann), Das Grauen in Red Hook (nach H. P. Lovecraft) und Das Festmahl (nach Axel Kutsch) sind aufwändig gestaltete bibliophile Broschüren mit Fadenheftung und zum Teil in mehrfarbigem Siebdruck.

## Das schnellste Buch der Welt
Zum Welttag des Buches startete der Verlag am 23. April 2003 in Zusammenarbeit mit der Stiftung Lesen und dem Kölner Literaturhaus die Aktion Tempo – Das schnellste Buch der Welt. Innerhalb von zwölf Stunden wurde eine 96-seitige Anthologie geschrieben, lektoriert, gesetzt, korrigiert, gedruckt, gebunden und ausgeliefert. Zu den Autoren, die dieses kreative Abenteuer unterstützten, gehören F. W. Bernstein, Ulrike Draesner, John von Düffel, Gisbert Haefs, Günter Kunert und Burkhard Spinnen.